# Hemorràgia cerebral
L'hemorràgia cerebral o hemorràgia intracerebral és un tipus de l'hemorràgia que ocorre dins del mateix teixit cerebral. L'hemorràgia intracerebral pot ser causada per un trauma, acompanyar a una commoció cerebral, o pot ocórrer espontàniament en un atac hemorràgic (també anomenat ictus hemorràgic).
Hi ha alguns conceptes que cal tenir presents: una hemorràgia intracranial és una hemorràgia intra-axial quan passa dins del teixit cerebral més que no pas fora d'ell. L'altra categoria d'hemorràgia intracranial és l'hemorràgia extra-axial (o extracerebral), que generalment sol tenir una millor prognosi pel que fa al nivell de rehabilitació psicofísic comparada amb la cerebral. A grans trets, aquest tipus d'hemorràgia pot ser epidural, subdural i subaracnoidal, totes les quals ocorren dins del crani però fora del teixit cerebral. Quan la sang s'acumula dins del parènquima encefàlic, o entre aquest i el crani, es forma un hematoma. Si el sagnat es produeix entre la meninge aracnoide i la piamàter es parla d'hemorràgia subaracnoidal. Aquesta lesió acostuma a ser difusa i no crea veritables hematomes. Per una altra banda, una hemorràgia cerebral s'origina dintre del cervell, del tronc de l'encèfal o del cerebel; al seu parènquima (hemorràgia cerebral intraparenquimatosa) o a l'interior dels ventricles (hemorràgia cerebral intraventricular, moltes vegades derivada d'una hemorràgia en el parènquima circumdant).
Les hemorràgies cerebrals són una seriosa emergència mèdica perquè poden incrementar la pressió intracraneal i si no es tracten poden portar al coma i la mort. La taxa de mortalitat de les hemorràgies intraparenquimatoses és del ~40%.

## Signes i símptomes

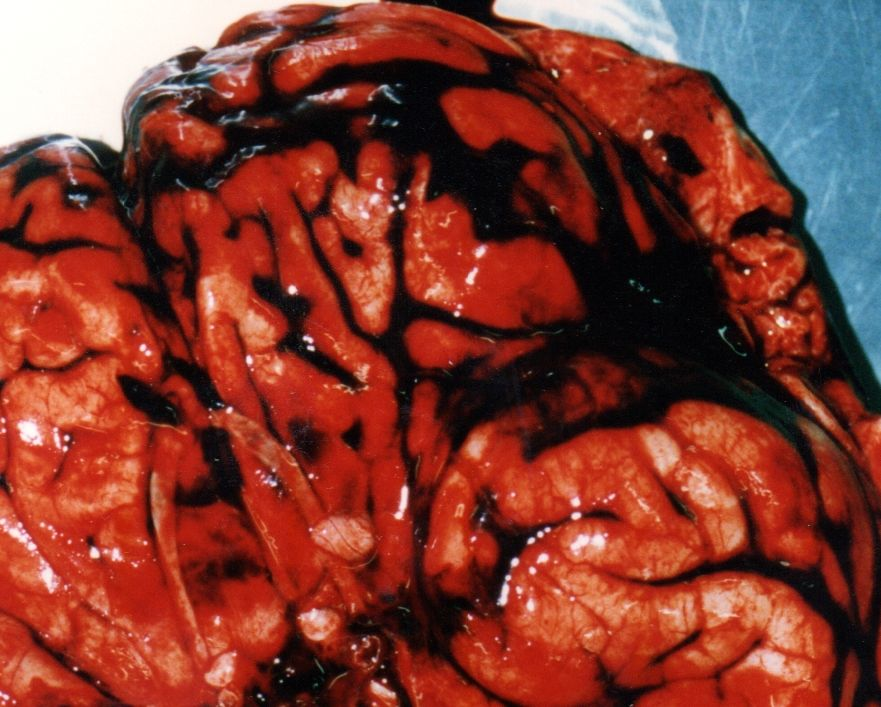
Hemorràgia subaracnoidal de predomini frontal

Els símptomes corresponen a les alteracions de les funcions de les diferents zones encefàliques danyades pel vessament. Altres símptomes inclouen els derivats d'una pressió intracraneal augmentada (reflex de Cushing, papil·ledema, disfòria, febre, diplopia o un deteriorament de la consciència que pot evolucionar a coma). Les hemorràgies intracerebrals sovint es diagnostiquen equivocadament com una hemorràgia subaracnoide per la similitud dels símptomes i signes, quan no es disposa de medis radiològics adequats. Un mal de cap greu seguit de vòmits és un dels símptomes més comuns, tot i que no patognomònic, d'hemorràgia intracerebral. Una baixa puntuació en l'escala de Glasgow i la presència d'hidrocefàlia són alguns dels elements que prediuen un curs desfavorable en aquestes hemorràgies.
Eventualment (~1-8% dels TCEs, amb independència de la gravetat del cop al crani), es presenten hemorràgies cerebrals d'aparició tardana. Sovint dintre de les 48 o 72 h posteriors al traumatisme, si bé en alguns casos s'han observat després de setmanes. Els fenòmens causals d'aquest tipus d'hemorràgia poden ser diversos: coalescència de petites hemorràgies no contigües, necrosi d'un focus de contusió cerebral i/o alteracions de la coagulació.
Un tipus particular d'hemorràgies intracerebrals observat en traumatismes cranials tancats és el derivat de les forces d'acceleració-desacceleració i de les ones de xoc. A banda d'hemorràgies meníngiques, es produeixen sovint petites hemorràgies puntiformes a la substància blanca subcortical o a les regions parasagitals. Amb menys freqüència, es veuen hemorràgies considerables de localització més profunda. També es poden formar focus hemorràgics per coalescència als punts de concussió directa o per "contre-coup".
Un nivell baix de magnesi sèric s'ha correlacionat amb una mida inicial major i un volum total més gran d'hemorràgia, en relació als paràmetres observats en les hemorràgies intracerebrals espontànies de malalts que tenen un nivell normal d'aquest bioelement.

## Causes

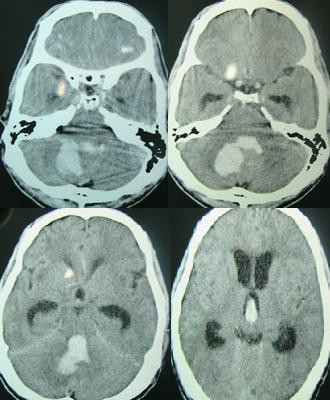
Escaneig CT scan mostrant l'hemorràgia en la fossa posterior

El vessament intracerebral és la segona causa més comuna d'atac (en anglès stroke), representant un 30–60% de les entrades en hospital per atac.
L'alta pressió de la sang eleva el risc d'hemorràgia cerebral espontània de dues a sis vegades. Més comú en adults que en infants, el vessament intraparenquimal normalment es deu a un trauma que penetra dins del cap; però també pot ser per un cop fort, fractura de la base del crani, ruptura d'un aneurisma o una malformació arteriovenosa, o pel sagnat d'un tumor. Molts tumors cerebrals primaris o metastàtics, en especial els fortament vascularitzats i sovint amb relació a fenòmens necròtics propis del procés neoplàsic, causen hemorràgies intra-axials. Un dels més preocupants és l'hemangioblastoma, ja que la seva localització preferent a la fossa posterior del crani pot causar una compressió del tronc de l'encèfal en cas de sagnat. Els cavernomes (malformacions congènites dels capil·lars) provoquen de vegades hemorràgies cerebrals múltiples. L'astrocitoma difús de baix grau, a conseqüència d'anormalitats de la vasculatura tumoral o per un augment de la pressió venosa local derivat de l'expansió del tumor, eventualment és l'origen d'hemorràgies subcorticals sobtades fatals. Els meningiomes, tot i ser tumors benignes, quan es desenvolupen dins del sistema ventricular poden causar una hemorràgia massiva i de mal pronòstic.
En els nens prematurs es produeixen sovint hemorràgies intracerebrals de diferents tipus, derivades de la fragilitat de les seves estructures vasculars o de canvis hipòxics. Especialment serioses són les intraventriculars, les quals poden comportar hidrocefàlia i/o greus afectacions neurològiques postnatals. Les prematuritats extremes impliquen un major risc d'hemorràgia i de seqüeles importants.
En els ancians és freqüent observar microhemorràgies a nivell capil·lar, particularment a la zona del nucli estriat cerebral, moltes vegades sense la concurrència d'amiloïdosi o hipertensió arterial. No es coneixen del tot els mecanismes causals del fet, però es creu que la regulació anòmala de les unitats neurovasculars de la barrera hematoencefàlica té un paper essencial en la seva gènesi.
L'angiopatia amiloide cerebral és un factor etiopatògènic important en l'aparició d'hemorràgies cerebrals. Acostumen a ser intralobulars o presentar-se als solcs del cervell. De vegades, el tractament necessari per aquesta malaltia pot afavorir l'hemorràgia i obliga a fer controls rigorosos. Les malalties que alteren la normal coagulació de la sang (com la drepanocitosi, la macroglobulinèmia de Waldenström, la malaltia de Von Willebrand o l'hemofilia) són també causa d'hemorràgies cerebrals. Rares vegades, la malaltia de Moyamoya (un trastorn vascular criptogènic caracteritzat per l'oclusió espontània d'un vas major del polígon de Willis) provoca hemorràgies intracerebrals, que poden ser múltiples i simultànies i afectar ocasionalment el cos callós.
Les hemorràgies cerebrals de localització lobar o profunda i secundàries a l'ús de medicaments anticoagulants orals de tipus cumarínic, com ara la warfarina, han augmentat en les darreres dècades. Alguns autors nord-americans estimaven fa uns anys que la seva freqüència en diversos grups de malalts s'havia quintuplicat. Cal dir, però, que els beneficis de dits tractaments sobre la salut de la població en general són majors que el risc que comporten i que el fet estadístic pot relacionar-se -en bona part- amb un increment de prescripcions d'aquests fàrmacs entre els pacients d'edat avançada.
Els consumidors habituals de cocaïna són proclius a patir hemorràgies intracerebrals espontànies, predominantment subcorticals. La metamfetamina provoca diversos efectes nocius que alteren la vasculatura del cervell: hipertensió, vasculitis, toxicitat per estrès oxidatiu o vasoespasme. Per això, les hemorràgies cerebrals tenen una incidència considerable entre els joves que abusen de dita substància.

## Epidemiologia

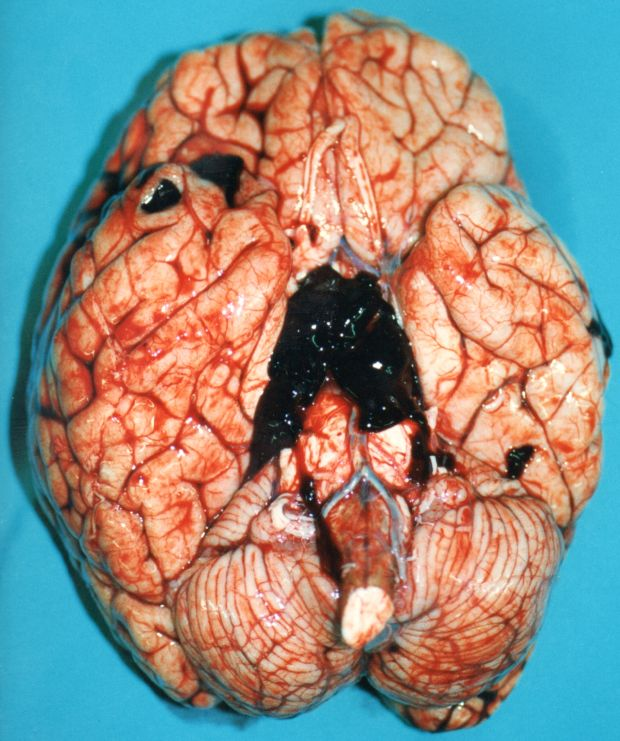
Hemorràgia intracerebral estesa a regió basal.

Els factors de risc, alguns dels més importants en casos juvenils modificables, inclouen: hipertensió arterial, diabetis mellitus, menopausa, vasculitis secundària a la infecció pel virus de la varicel·la zòster, tabaquisme, begudes alcohòliques (≥2/per dia) i l'existència de diverses característiques genètiques individuals.
Representa un 20% de tots els casos de malaltia cerebrovascular als Estats Units, darrere la trombosi cerebral (40%) i l'embòlia cerebral (30%).
És de dues a més vegades prevalent en pacients afroamericans que en els caucàsics. Molts especialistes creuen que la causa d'aquesta alta prevalença té molt que veure amb factors com el tipus d'hàbits, el nivell econòmic, d'educació o d'accés a la sanitat i poc amb factors pròpiament racials.

## Tractament
Depèn substancialment del tipus d'hemorràgia intracerebral. A més dels resultats de diverses determinacions analítiques, la tomografia computada i altres proves d'imatge mèdica es fan servir per determinar el tractament adequat, el qual pot incloure a la vegada medicació i cirurgia.
En els darrers anys s'han desenvolupat tècniques quirúrgiques poc invasives com a alternativa a la craniotomia convencional emprada per drenar determinades hemorràgies (evacuació endoscòpica i aspiració estereotàctica). El tractament conjunt amb cirurgia mínimament invasiva i activadors tissulars del plasminògen recombinant d'efecte trombolític es considera un procediment segur i de bons resultats en casos d'hematomes generadors d'edema cerebral greu.